# أبو الدحداح التميمي
أبو الدحداح أحمد بن محمد بن إسماعيل بن يحيى بن يزيد التميمي الدمشقي شيخ وإمام محدث ثقة، وأحد رواة الحديث النبوي.
سمع أباه محمد بن إسماعيل التميمي، وموسى بن عامر، ومحمود بن خالد، ومحمد بن هاشم البعلبكي، وعبد الوهاب بن عبد الرحيم الأشجعي، وأبو إسحاق الجوزجاني، وأبا عتبة الحجازي، ومحمد بن إسماعيل ابن علية، وأبا أمية الطرسوسي، وخلقا كثيرًا. وكان ذا عناية وإتقان، وعمر دهرا. حدث عنه أبو سليمان بن زبر، وأبو بكر محمد بن سليمان الربعي، وأبو القاسم الطبراني، والقاضي أبو بكر الأبهري وأبو بكر بن المقرئ، وعبد الوهاب الكلابي، وأبو بكر بن أبي الحديد، وآخرون.
كان يسكن في طرف العقيبة، وإليه ينسب مرج أبي الدحداح. قال أبو بكر الخطيب: «كان مليئا بحديث الوليد بن مسلم، روى عن عدة من أصحابه».

## وفاته
وقال عبد الوهاب الكلابي: مات في شهر ذي القعدة سنة 328 هـ، وقيل: مات في محرمها وهو من بيت علم وتقدم. روى أبو القاسم بنالسوسي، أن سهل بن بشر الإسفراييني قال حدثنا الخليل بن هبة الله بن الخليل، حدثنا عبد الوهاب بن الحسنالكلابي، قال: «توفي أبو الدحداح أحمد بن محمد بن إسماعيل التميمي في ذي القعدة من سنة ثمان وعشرين وثلاث مائة ».